# Amauronematus histrio
Amauronematus histrio är en stekelart som först beskrevs av Audinet-serville 1823.  Amauronematus histrio ingår i släktet Amauronematus, och familjen bladsteklar. Arten är reproducerande i Sverige.